# 墨脱大苞鞘花
墨脱大苞鞘花（学名：Elytranthe parasitica），为桑寄生科大苞鞘花属下的一个植物种。种名 parasitica 意为“寄生的”。